# 呉羽山断層帯
呉羽山断層帯（くれはやまだんそうたい）は、富山県富山市から富山湾にかけて分布する活断層帯である。呉羽丘陵と呉東平野の境界付近に分布し、北東－南西方向に延びる北西側隆起の逆断層となっている。

## 断層の位置・形状
水平的な分布としては、富山県富山市八尾町から富山市市街地を経由して、富山湾へと至る長さ約22－34.5kmで、呉羽丘陵と呉東平野の境界付近、及びその北東延長上である海脚付近に分布する。断層帯南部（射水丘陵）では北西―南東走向であるが、呉羽山丘陵沿いの北東―南西走向に漸移する。この側方変化は、日本海拡大時に形成された正断層が逆断層への反転構造の地下形状を反映している可能性がある。
断層帯は北西傾斜の逆断層（北西隆起・南西沈降）で、横ずれ成分は不明である。断層面の傾斜角は深度1km以浅で45度程度と推定されている。
富山市五福付近以南では断層面本体が地表に達していることが確認されているが、五福以北では浅層に断層面は確認されていない。しかし、顕著な非対称背斜構造を伴う特徴の類似から伏在断層の存在が推定される。

## 断層の活動
本断層帯を挟んだボーリング調査で、約63万年前の地層が255－375m程度の標高差を生んでいることから、上下の平均変位速度は0.4-0.6m/千年程度と推定されている。この上下の平均変位速度で断層面の傾斜を45°とすると、断層面の平均変位速度は0.6－0.8m/千年となる。
吉岡ほか（2007）が行った安田城跡でのボーリング調査と、丘の夢牧場で行ったトレンチ調査の結果から、最新活動時期は3,500年前以後⇔2,400年前以前或いは1,300年前以前と推定される。
単位変位量と平均活動間隔の具体的な値は求まっていない。
本断層帯は全体が一つの区間として活動する可能性があり、その場合Mjma7.2－7.4程度となる可能性がある。この活動の際富山県で最大震度7程度の揺れが発生する恐れがある。また、震源断層が海底に達していた場合、津波が発生する可能性がある。

## 被害想定
富山県（2011）は本断層帯が活動した場合の被害想定を発表した。これによると、Mw6.9の地震が発生した場合、富山県内で死者4,274人・負傷者20,958人、全壊90,424棟・半壊273,752棟などの被害を想定している。